# Постолін (Нижньосілезьке воєводство)
Постолін (пол. Postolin, нім. Postel) — село в Польщі, у гміні Мілич Мілицького повіту Нижньосілезького воєводства.
Населення — 201 особа (2011).
У 1975-1998 роках село належало до Вроцлавського воєводства.

## Демографія
Демографічна структура станом на 31 березня 2011 року:
|          | Загалом | Допрацездатний вік | Працездатний вік | Постпрацездатний вік |
| -------- | ------- | ------------------ | ---------------- | -------------------- |
| Чоловіки | 94      | 21                 | 65               | 8                    |
| Жінки    | 107     | 22                 | 60               | 25                   |
| Разом    | 201     | 43                 | 125              | 33                   |